# Ole Bischof
Ole Bischof, född 27 augusti 1979 i Reutlingen, är en tysk idrottare som tävlar i judo. Hans största meriter hittills är en guldmedalj vid de olympiska sommarspelen 2008 i Peking och en silvermedalj 2012 i London.
Bischof började 1992 med judo. Han fick 2004 sin första medalj vid europamästerskapen för seniorer och deltog sedan i flera internationella tävlingar.
Bredvid idrotten studerar Bischof nationalekonomi i Köln. Han var 2008 med i Schlag den Raab, den tyska varianten av Vem kan slå Filip och Fredrik, men vann inget pris.